# Internationaal filmfestival van Locarno

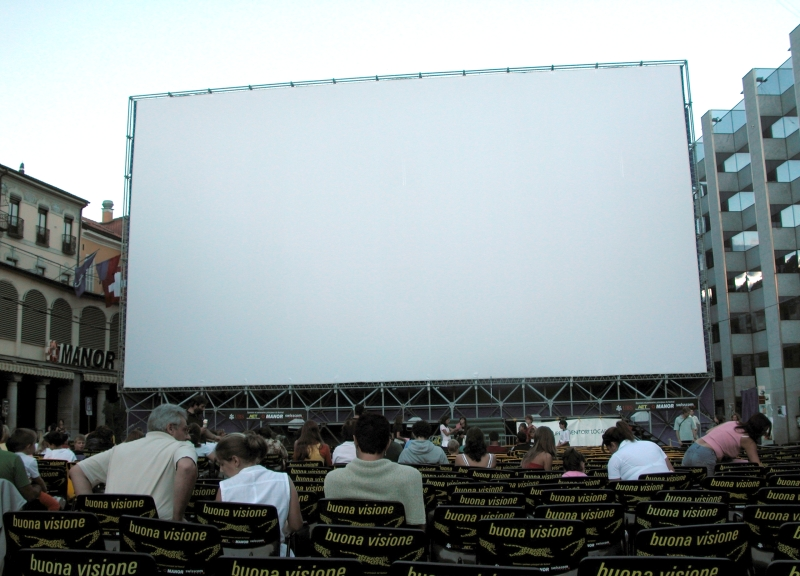
Locarno tijdens het filmfestival

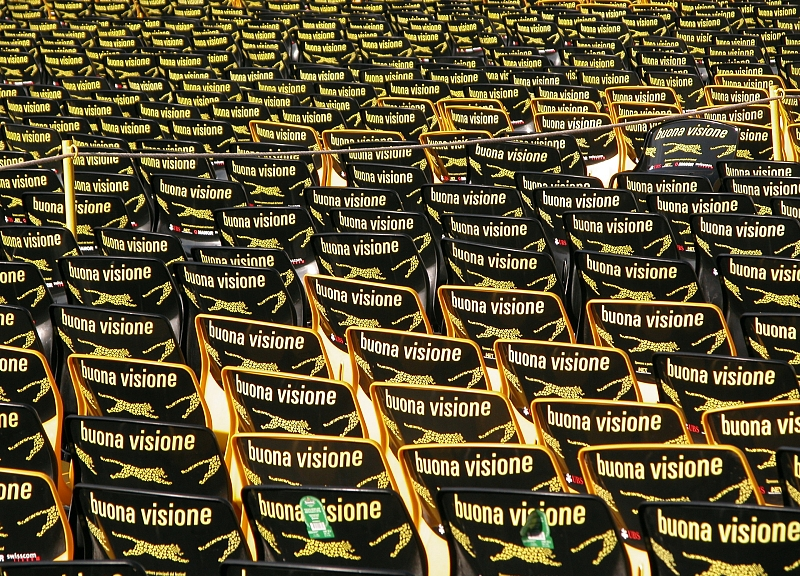
Festivalstoeltjes op de Piazza Grande

Het Internationaal Filmfestival van Locarno (Italiaans: Festival internazionale del film Locarno) wordt sinds 1946 jaarlijks in de maand augustus georganiseerd in de Zwitserse stad Locarno. Het is het kleinste van de grote jaarlijkse filmfestivals.
Het filmfestival van Locarno staat bekend om speelfilms waarvan schrijver en regisseur dezelfde persoon zijn. Het draaiboek voor dit soort films ondervindt weinig aanpassingen en ze zijn zelden bedoeld om grote kassuccessen te worden. De films snijden vaak sociale en politieke thema's aan en worden vooral vertoond in filmtheaters. Tijdens het tiendaagse festival worden honderden films vertoond met in 2004 een recordaantal van meer dan 350. Sinds 1968 wordt de beste film bekroond met de Gouden Luipaard (Pardo d'oro). Het prijzengeld van 90.000 Zwitserse frank gaat voor de helft naar de regisseur en voor de helft naar de producent.
Uit onderzoek van de universiteit van Bellinzona blijkt dat het festival van economisch belang is voor Locarno. Tijdens het tiendaagse festival geven de bezoekers 12 tot 13 miljoen Zwitserse frank uit in de regio. In verhouding tot de tien miljoen die het festival kost is dat een winst. De gemiddelde bezoeker geeft per festivaldag 123 Zwitserse frank uit.